# Wydział Biologiczno-Chemiczny Uniwersytetu w Białymstoku
Wydział Biologiczno-Chemiczny Uniwersytetu w Białymstoku – historyczny wydział Uniwersytetu w Białymstoku. 1 października 2019, zarządzeniem Rektora UwB, Wydział został zlikwidowany na skutek reorganizacji struktur uniwersyteckich.

## Kierunki kształcenia

### Studia I stopnia
Dostępne kierunki:
- Biologia
- Chemia
- Ekobiznes
- Ochrona środowiska

### Studia II stopnia
Dostępne kierunki:
- Biologia
- Chemia
- Chemia kryminalistyczna i sądowa
- Ochrona środowiska

### Studia III stopnia
Dostępne kierunki:
- Biologia
- Chemia

## Struktura organizacyjna

### Instytut Biologii
Dyrektor: dr hab. Elżbieta Jekatierynczuk-Rudczyk
- Zakład Biochemii Roślin i Toksykologii
- Zakład Biofizyki
- Zakład Cytobiochemii
- Zakład Ekologii Roślin
- Zakład Ekologii Zwierząt
- Zakład Fizjologii i Histologii
- Zakład Fizjologii Roślin
- Zakład Genetyki i Ewolucjonizmu
- Zakład Hydrobiologii
- Zakład Mikrobiologii
- Zakład Ochrony Środowiska
- Zakład Paleobotaniki
- Zakład Zoologii Molekularnej
- Pracownia Biologii Ewolucyjnej i Ekologii Owadów
- Pracownia Dydaktyki Biologii
- Pracownia Systemów Informacji Przestrzennej
- Laboratorium Biofizyki Molekularnej
- Laboratorium Biologii Eksperymentalnej Roślin
- Laboratorium Biologii Molekulrnej
- Laboratorium Kultur Tkankowych in vitro
- Laboratorium Mikrobiologii Stosowanej
- Laboratorium Toksykologii Środowiska
- Centrum Ekspertyz Przyrodniczych

### Instytut Chemii
Dyrektor: prof. dr hab. Krzysztof Winkler
- Zakład Chemii Analitycznej
- Zakład Chemii Ogólnej i Nieorganicznej
- Zakład Chemii Organicznej
- Zakład Chemii Produktów Naturalnych
- Zakład Chemii Środowiska
- Zakład Chemii Teoretycznej
- Zakład Elektrochemii
- Zakład Metod Fizykochemicznych

## Władze Wydziału
W kadencji 1997-1999:
| Stanowisko                 | Imię i nazwisko                |
| -------------------------- | ------------------------------ |
| Dziekan                    | prof. dr hab. Marek Gębczyński |
| Prodziekan ds. nauki       | prof. dr hab. Jacek Morzycki   |
| Prodziekan ds. studenckich | dr Anatol Kojło                |

W kadencjach 1999-2002 i 2002-2005:
| Stanowisko                 | Imię i nazwisko              |
| -------------------------- | ---------------------------- |
| Dziekan                    | prof. dr hab. Jacek Morzycki |
| Prodziekan ds. nauki       | dr hab. Tadeusz Włostowski   |
| Prodziekan ds. studenckich | dr hab. Anatol Kojło         |

W kadencjach 2005-2008 i 2008-2012:
| Stanowisko                 | Imię i nazwisko                                                               |
| -------------------------- | ----------------------------------------------------------------------------- |
| Dziekan                    | prof. dr hab. Anatol Kojło                                                    |
| Prodziekan ds. nauki       | dr hab. Tadeusz Krogulec                                                      |
| Prodziekan ds. studenckich | prof. dr hab. Andrzej Górniak (2005-2008) dr hab. Iwona Ciereszko (2008-2012) |

W kadencji 2012-2016:
| Stanowisko                   | Imię i nazwisko          |
| ---------------------------- | ------------------------ |
| Dziekan                      | dr hab. Iwona Ciereszko  |
| Prodziekan ds. nauki         | dr hab. Joanna Karpińska |
| Prodziekan ds. dydaktycznych | dr Elżbieta Wołyniec     |

W kadencji 2016-2019:
| Stanowisko                           | Imię i nazwisko                          |
| ------------------------------------ | ---------------------------------------- |
| Dziekan                              | prof. dr hab. Beata Godlewska-Żyłkiewicz |
| Prodziekan ds. kształcenia i rozwoju | dr hab. Piotr Zieliński                  |
| Prodziekan ds. nauki                 | dr hab. Ada Wróblewska                   |
| Prodziekan ds. studenckich           | dr Elżbieta Wołyniec                     |